# Opithandra
Opithandra é um género botânico pertencente à família Gesneriaceae.

## Espécies
| - Opithandra acaulis - Opithandra burttii - Opithandra cinerea - Opithandra dalzielii - Opithandra dinghushanensis - Opithandra fargesii | - Opithandra lungshengensis - Opithandra obtusidentata - Opithandra primuloides - Opithandra pumila - Opithandra sinohenryi |